# Diócesis de Maracay
La diócesis de Maracay (en latín: Dioecesis Maracayensis) es una circunscripción eclesiástica de la Iglesia católica en Venezuela. Se trata de una diócesis latina, sufragánea de la arquidiócesis de Valencia en Venezuela. Desde el 19 de julio de 2019 su obispo es Enrique José Parravano Marino, de la Pía Sociedad de San Francisco de Sales.

## Territorio y organización
La diócesis tiene 7014 km² y extiende su jurisdicción sobre los fieles católicos de rito latino residentes en el estado Aragua (conformado por 18 municipios). 
La sede de la diócesis se encuentra en la ciudad de Maracay, en donde se halla la Catedral de San José.
En 2021 en la diócesis existían 65 parroquias.

## Historia
La diócesis fue erigida el 21 de junio de 1958 mediante la bula Qui Supremi Pontificatus del papa Pío XII, obteniendo el territorio de la diócesis de Calabozo (hoy arquidiócesis) y de la arquidiócesis de Caracas.
El 21 de noviembre de 1960, con la carta apostólica Vel in repositarum, el papa Juan XXIII proclamó a san José como patrono principal de la diócesis.
Originalmente sufragánea de la arquidiócesis de Caracas, el 12 de noviembre de 1974 pasó a formar parte de la provincia eclesiástica de Valencia en Venezuela.

## Estadísticas
Según el Anuario Pontificio 2022 la diócesis tenía a fines de 2021 un total de 1 623 250 fieles bautizados.
| Año                                                                             | Población            | Población | Población      | Sacerdotes | Sacerdotes    | Sacerdotes    | Bautizados por sacerdote | Diáconos permanentes | Religiosos | Religiosos | Parroquias |
| Año                                                                             | Bautizados católicos | Total     | % de católicos | Total      | Clero secular | Clero regular | Bautizados por sacerdote | Diáconos permanentes | Varones    | Mujeres    | Parroquias |
| ------------------------------------------------------------------------------- | -------------------- | --------- | -------------- | ---------- | ------------- | ------------- | ------------------------ | -------------------- | ---------- | ---------- | ---------- |
| 1966                                                                            | 370 037              | 377 589   | 98.0           | 70         | 46            | 24            | 5286                     |                      | 47         | 196        | 34         |
| 1968                                                                            | ?                    | 401 659   | ?              | 70         | 48            | 22            | ?                        |                      | 42         | 187        | 29         |
| 1976                                                                            | 707 000              | 745 000   | 94.9           | 61         | 35            | 26            | 11 590                   |                      | 36         | 184        | 40         |
| 1980                                                                            | 635 011              | 697 814   | 91.0           | 59         | 34            | 25            | 10 762                   |                      | 29         | 164        | 37         |
| 1990                                                                            | 1 189 420            | 1 321 578 | 90.0           | 61         | 32            | 29            | 19 498                   |                      | 41         | 171        | 41         |
| 1999                                                                            | 1 350 000            | 1 500 000 | 90.0           | 93         | 69            | 24            | 14 516                   |                      | 36         | 117        | 46         |
| 2000                                                                            | 1 374 453            | 1 527 257 | 90.0           | 75         | 53            | 22            | 18 326                   | 1                    | 34         | 117        | 46         |
| 2001                                                                            | 1 606 883            | 1 785 426 | 90.0           | 79         | 58            | 21            | 20 340                   | 13                   | 33         | 117        | 46         |
| 2002                                                                            | 1 264 217            | 1 453 123 | 87.0           | 79         | 57            | 22            | 16 002                   | 13                   | 60         | 109        | 52         |
| 2003                                                                            | 1 323 214            | 1 520 936 | 87.0           | 85         | 57            | 28            | 15 567                   | 13                   | 56         | 109        | 53         |
| 2004                                                                            | 1 382 083            | 1 588 749 | 87.0           | 82         | 58            | 24            | 16 854                   | 12                   | 46         | 94         | 57         |
| 2013                                                                            | 1 559 000            | 1 884 000 | 82.7           | 86         | 66            | 20            | 18 127                   | 13                   | 34         | 83         | 54         |
| 2016                                                                            | 1 525 100            | 1 964 562 | 77.6           | 84         | 67            | 17            | 18 155                   | 12                   | 33         | 81         | 57         |
| 2019                                                                            | 1 584 300            | 2 040 800 | 77.6           | 73         | 56            | 17            | 21 702                   | 12                   | 35         | 73         | 60         |
| 2021                                                                            | 1 623 250            | 2 091 000 | 77.6           | 73         | 62            | 11            | 22 236                   | 12                   | 24         | 80         | 65         |
| Fuente: Catholic-Hierarchy, que a su vez toma los datos del Anuario Pontificio. |                      |           |                |            |               |               |                          |                      |            |            |            |

## Episcopologio
- José Alí Lebrún Moratinos † (21 de junio de 1958-19 de marzo de 1962 nombrado obispo de Valencia en Venezuela)
- Feliciano González Ascanio † (31 de julio de 1962-13 de diciembre de 1986 falleció)
- José Vicente Henríquez Andueza, S.D.B. † (24 de junio de 1987[nota 1]-5 de febrero de 2003 retirado)
- Reinaldo del Prette Lissot † (5 de febrero de 2003-10 de abril de 2007 nombrado arzobispo de Valencia en Venezuela)
- Rafael Ramón Conde Alfonzo (12 de febrero de 2008[nota 2]-19 de julio de 2019 retirado)
- Enrique José Parravano Marino, S.D.B., desde el 19 de julio de 2019